# Шуман, Робер
Жан-Бати́ст-Николя́-Робе́р Шума́н (фр. Jean-Baptiste Nicolas Robert Schuman; люкс. Jean-Baptiste Nicolas Robert Schuman; 29 июня 1886, Клаузен, близ города Люксембурга, Люксембург — 4 сентября 1963, Си-Шазель, деп. Мозель, Франция) — французский и европейский политик. Премьер-министр и министр иностранных дел Франции, один из основателей Европейского союза, Совета Европы и НАТО.

## Биография
Родился 29 июня 1886 года в Люксембурге, его семья происходила из города Эвранж в Лотарингии близ люксембургской границы (в 1871—1918 годах в составе Германской империи). Родным был люксембургский язык, французский учил только в школе. Имел немецкое подданство и во время Первой мировой войны находился на гражданской службе в Германии (призыву не подлежал по состоянию здоровья). После того как в 1918 году Лотарингия отошла Франции, взял французское гражданство. Политическая карьера Шумана началась в 1919 году, когда он был избран депутатом от департамента Мозель в Национальное собрание Франции.
Был арестован немецкой оккупационной администрацией в 1940 году за сопротивление политике нацистских властей, сидел в тюрьме, бежал в 1942 и участвовал в движении Сопротивления. После Второй мировой войны участвовал в организации Народного республиканского движения (до войны поддерживал его предшественницу, Народно-демократическую партию).
В 1946—1947 годах был министром финансов в правительствах Бидо и Рамадье. Находился на посту премьер-министра с ноября 1947 по июль 1948 и в августе-сентябре 1948. В 1948—1952 годах занимал пост министра иностранных дел, в 1955—1956 годах — министра юстиции, с 1958 по 1960 год — председатель консультативной ассамблеи Европейского совета. Прозвучавшая 9 мая 1950 года речь Шумана, в которой министр иностранных дел Франции огласил проект создания Европейского объединения угля и стали, положила начало процессу создания Европейского союза. Решением конституционного Конвента 9 мая теперь отмечается как День Европы. Умер в Си-Шазель (недалеко от Меца) 4 сентября 1963 года.
Владел люксембургским, французским и немецким языками.

## План Шумана
Важным вкладом Робера Шумана в процесс евроинтеграции стал так называемый «план Шумана» — выдвинутый им в 1950 году проект объединения каменноугольной, железорудной и металлургической промышленности ряда западноевропейских государств. Первоначально идея была предложена французским политиком и экономистом Жаном Монне канцлеру Аденауэру. На основе плана 18 апреля 1951 года в Париже правительствами ФРГ, Франции, Италии, Бельгии, Нидерландов и Люксембурга был заключён договор о создании Европейского объединения угля и стали (ЕОУС). К 1975 году оно контролировало около 90 % выплавки стали, почти 100 % добычи угля и 50 % добычи железной руды в Западной Европе. Целью плана было не допустить тайного одностороннего перевооружения Германии или Франции. 1 января 1973 года в ЕОУС вступили Великобритания, Ирландия и Дания.

## Попытки канонизации
Прихожане епархии французского города Мец в течение 14 лет пытались добиться, чтобы к его имени официально была добавлена приставка «блаженный» (беатификация), что стало бы первым шагом на пути к канонизации. Они собрали и отослали 66 документов в ватиканскую комиссию по канонизации, считая что франко-германские мирные отношения после Второй мировой войны являются чудом, которое сотворил Шуман. Прихожанам ответил лично Папа Римский, который, высоко оценив личные качества министра как католика, попросил все же воздержаться от интерпретации действий политиков в «чудесном» контексте.

## Память о Шумане

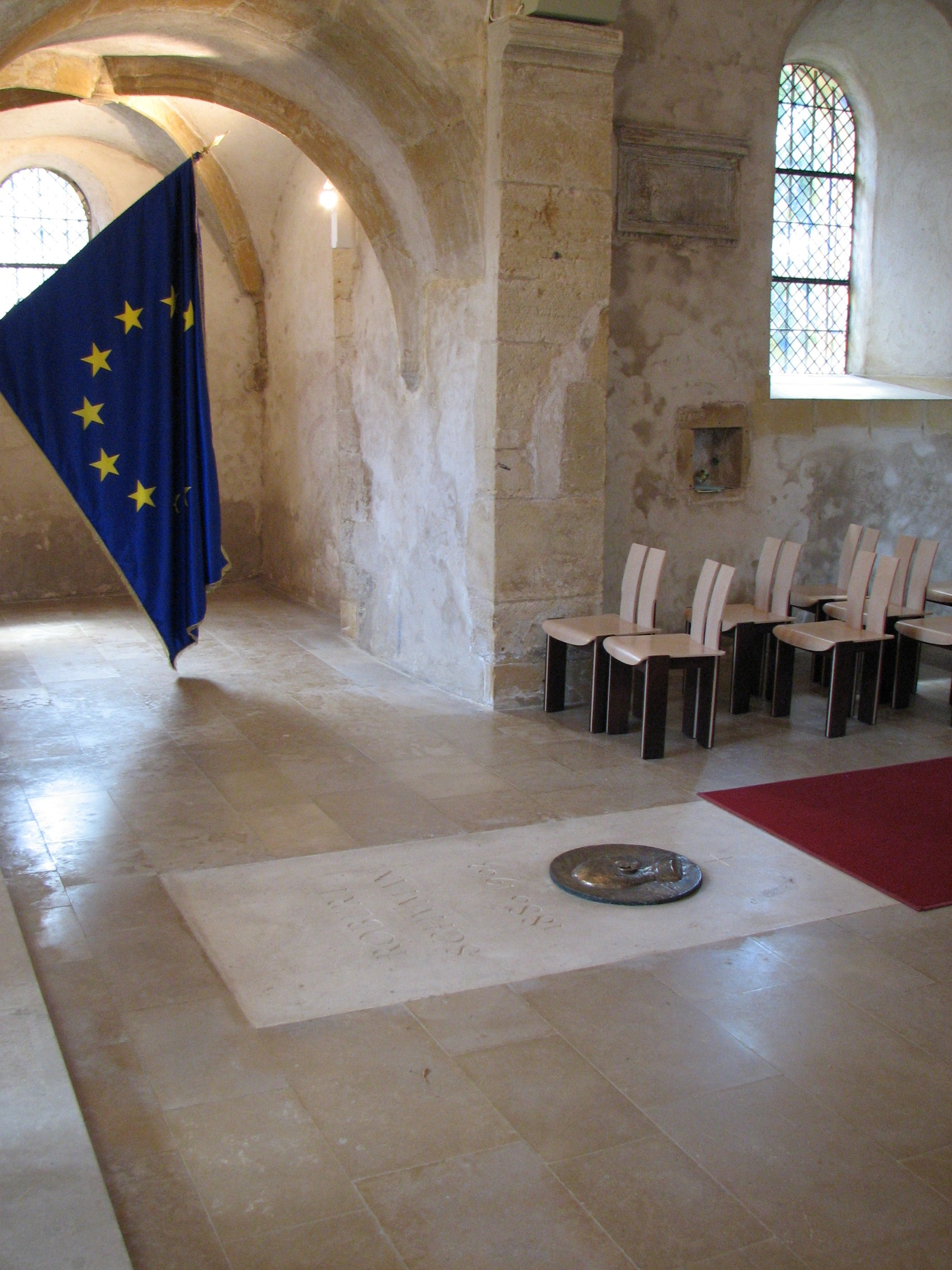
Могила Робера Шумана

- Дом в Люксембурге, в котором он родился, используется под Центр европейских исследований имени Роберта Шумана[3].
- Памятник Роберу Шуману[нем.] в Люксембурге.
- В Брюсселе в честь Шумана названы площадь, станция метро и железнодорожная станция.
- Университет Страсбург-III носил имя Робера Шумана (ныне все три страсбургских университета слились в единый Университет Страсбурга).
- Изображён на бельгийской почтовой марке 1967 года.

## Правительства Шумана

### Первое министерство (24 ноября 1947 — 26 июля 1948)
- Робер Шуман — председатель Совета Министров;
- Жорж Бидо — министр иностранных дел;
- Пьер-Анри Тежен — министр национальной обороны;
- Жюль Мок — министр внутренних дел;
- Рене Мейер — министр финансов и экономических дел;
- Робер Лакост — министр торговли и промышленности;
- Даниель Мейер — министр труда и социальное обеспечения;
- Андре Мари — министр юстиции;
- Марсель Эдмон Нежелен — министр национального образования;
- Франсуа Миттеран — министр по делам ветеранов и жертв войны;
- Пьер Пфлимлен — министр сельского хозяйства;
- Поль Косте-Флоре — министр по делам заграничной Франции;
- Кристиан Пино — министр общественных работ, транспорта и туризма;
- Жермэн Пунсо-Шапуи — министр здравоохранения и народонаселения;
- Рене Коти — министр восстановления и градостроительства.

Изменения:
- 12 февраля 1948 — Эдуар Депрё наследует Нежелену как министр национального образования.

### Второе министерство Шумана (5 — 11 сентября 1948)
- Робер Шуман — председатель Совета Министров и министр иностранных дел;
- Рене Мейер — министр национальной обороны;
- Андре Мари — вице-председатель Совета Министров;
- Жюль Мок — министр внутренних дел;
- Кристиан Пино — министр финансов и экономических дел;
- Робер Лакост — министр торговли и промышленности;
- Даниель Мейер — министр труда и социальное обеспечения;
- Робер Лекур — министр юстиции;
- Тони Ревийон — министр национального образования;
- Жюль Катуар — министр по делам ветеранов и жертв войны;
- Пьер Пфлимлен — министр сельского хозяйства;
- Поль Косте-Флоре— министр по делам заграничной Франции;
- Анри Кей — министр общественных работ, транспорта и туризма;
- Пьер Шнейте — министр здравоохранения и народонаселения;
- Рене Коти — министр восстановления и градостроительства.

## Награды
- Международная премия им. Карла Великого (Германия, 1958)
- Премия Эразма, 1959